# Paul Thomas (allenatore di pallacanestro)
Paul Ernest Thomas, detto Doc (Saint John, 14 aprile 1926 – 2 novembre 2017), è stato un allenatore di pallacanestro canadese.

## Carriera
Ha guidato il Canada alle Olimpiadi di Helsinki 1952.